# Époxyde hydrolase
Une époxyde hydrolase, ou époxyde hydratase, est une hydrolase qui catalyse une réaction telle que :
- Époxyde hydrolase microsomale (EC 3.3.2.9) : oxyde de cis-stilbène + H2O  {\displaystyle \rightleftharpoons }  (+)-(1R,2R)-1,2-diphényléthane-1,2-diol ;
- Époxyde hydrolase soluble (EC 3.3.2.10) : un époxyde + H2O  {\displaystyle \rightleftharpoons }  un glycol.

Ces enzymes, abondantes dans le réticulum endoplasmique, interviennent dans la détoxication dans le cadre du métabolisme des médicaments. Elle convertissent les époxydes en trans-dihydrodiols, qui peuvent être conjugués et excrétés de l'organisme. Les époxydes proviennent de la dégradation de composés aromatiques. Un déficit en ces enzymes chez des patients recevant un traitement anti-épileptique tel que la phénytoïne est susceptible de provoquer un syndrome d'hypersensibilité médicamenteuse.
Les époxydes sont des métabolites importants produits par le cytochrome P450 à partir de liaisons carbone-carbone insaturé, et sont également mutagène.